# ニュー・ラオス・ナショナルスタジアム
ニュー・ラオス・ナショナルスタジアム（英: New Laos National Stadium、ラーオ語: ສະຫນາມກິລາແຫ່ງຊາດ）は、ラオスの首都ヴィエンチャン都のラオス・ナショナルスポーツコンプレックス内にある多目的スタジアムである。コンプレックスは6つの建物（2つのインドア競技場、競泳場、テニスコート、射撃場、アップ場）と本メインスタジアムにより構成される。

## 概要
アヌウォン・スタジアムに代わる新たな国立競技場として2009年に設立された。収容人数は25,000人。主にサッカーの試合に用いられ、サッカーラオス代表のホームスタジアムとして利用される。
- 2009年には第25回東南アジア競技大会（ラーオ語: ມະຫາກຳຊີເກມ ຄັ້ງທີ 25）の競技や開会式及び閉会式の会場となった[2]。そのためシーゲームスタジアムと呼ばれることもある。
- 2011年には、2014 FIFAワールドカップ・アジア1次予選のカンボジア戦や、2014 FIFAワールドカップ・アジア2次予選の中国戦で使用された。
- 2012年には第16回アセアン大学競技大会[3]が開催された。

## 建設
- 2007年4月3日起工式、2007年10月28日より本格建設が開始され、2009年9月22日にラオス政府に完成引き渡しが行われた。建設は雲南建工である[4]。
- 建設費は雲南建工が9800万ドルの融資を受けて肩代わりし、その見返りとしてサイセター総合開発区の開発権を得ている。

## 管理
競技場主任のクンペング・カムマングによると、大規模スタジアムの維持管理には莫大な費用がかかり教育スポーツ省より一部の清掃資金が捻出されているものの十分ではないと説明している。ラオス国家スポーツ委員会の管理下で各スポーツ連盟が各自の設備の維持を行うことで合意していたが、これらの連盟も施設を維持する予算がなく多くの施設が放置されているという。また、電気代や水道代の支払いや管理費で毎月多大な支出が必要であり困難であるとしている。

## 交通アクセス
ヴィエンチャンの中心街からは遠く離れているためバスもしくはタクシーの利用が推奨される。ヴィエンチャンのワットタイ国際空港よりタクシーで約30 - 40分。